# Storey Hall
Pour les articles homonymes, voir Guildhall.

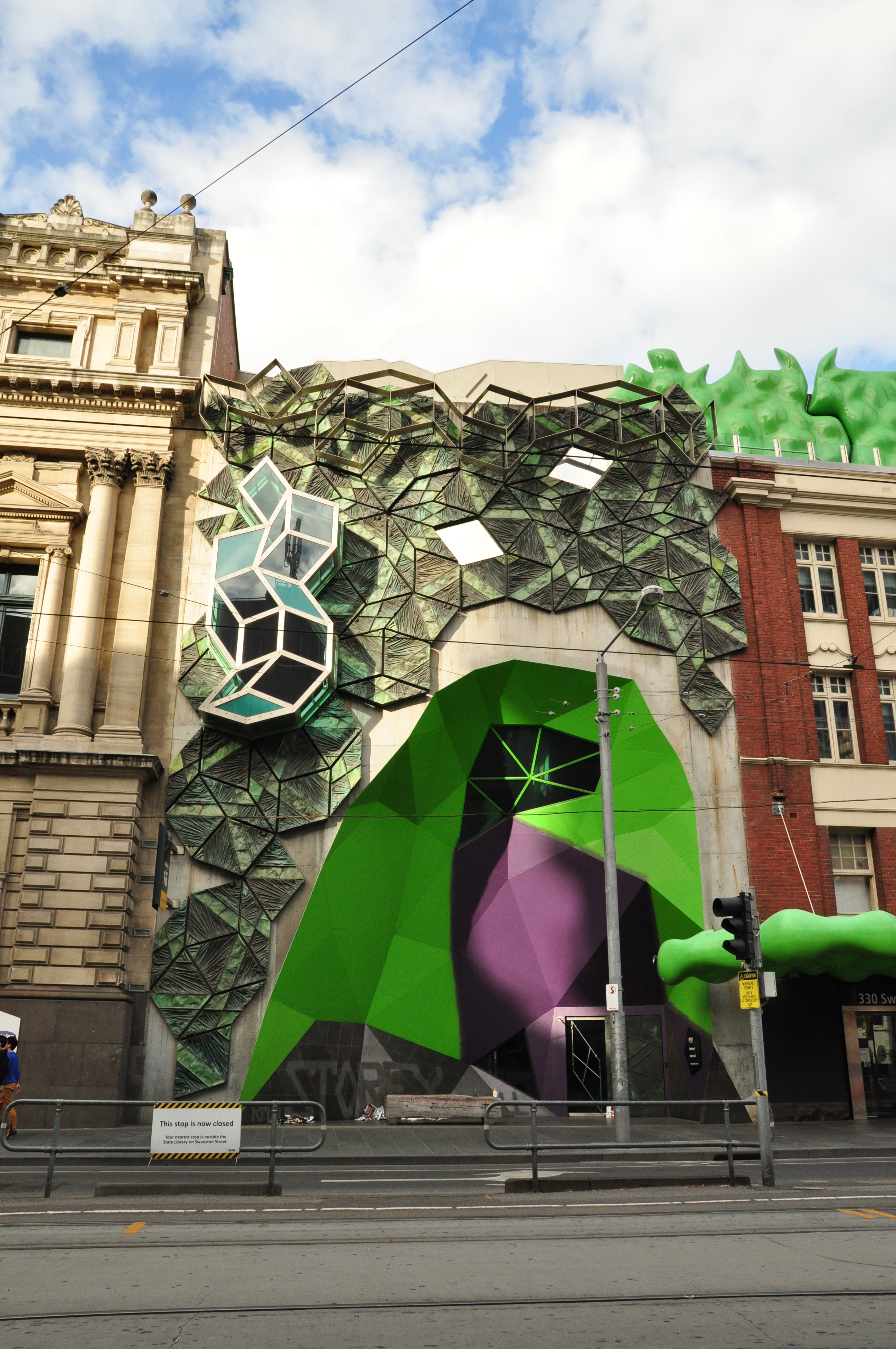
Le Storey Hall depuis sa rénovation en 1995.

Le Storey Hall (anciennement Guild Hall), situé au 342–344 Swanston Street à Melbourne, en Australie, est un bâtiment qui fait partie du RMIT Melbourne City campus (en) de l'Institut royal de technologie de Melbourne (RMIT).
Construit en 1887 et rénové en 1995, l'édifice contient un auditorium de 750 places, un centre de conférence, une salle de conférence, des salles de séminaire, une galerie d'art et un café, et un monument architectural notable de la ville.

## Historique
Le hall principal a été construit par l'Hibernian Australasian Catholic Benefit Society — une fraternité irlandaise catholique — en 1887 comme hall de réunion.
Il a par la suite été utilisé à diverses fin : artistiques, politiques et sportives. Des artistes importants y ont exposé, comme Arthur Streeton en 1907 ou Hilda Rix Nicholas en 1918,. En 1911, le combat entre l'Australien Clarence Weber (en) et le Néo-Zélandais Alex Bain attire une grande foule. L'enceinte a aussi accueilli des rassemblements de suffrage et des concerts de musique classique et rock. Le lieu a aussi été un important quartier général de protestation sociale et politique des femmes, ainsi que de l'activisme catholique : les puissantes couleurs pourpres et vertes choisies sous forme de pavage de Penrose lors de la rénovation de 1995 sont un hommage à ces événements,.